# Marie-Madeleine de Médicis
Marie-Madeleine de Médicis (29 juin 1600 - 28 décembre 1633) est une princesse toscane et le septième enfant de Ferdinand Ier de Médicis et de Christine de Lorraine, ce qui fait d'elle la sœur de Cosme II de Médicis.

## Biographie
Née handicapée, elle est baptisée à l'âge de neuf ans. Le 24 mai 1621, elle entre au Palais della Crocetta, rattaché au Couvent della Crocetta (aujourd'hui Musée Archéologique National), bien qu'elle n'ait jamais prononcé les vœux monastiques. Elle y est inhumée.
Marie-Madeleine a du mal à monter les escaliers. Les chambres construites pour elle au monastère par l'architecte Giulio Parigi étaient reliées par une série de passages surélevés au-dessus du niveau de la rue à travers lesquels elle pouvait se déplacer sans utiliser d'escaliers et, en prime, sans traverser la rue bondée et accidentée. Aujourd'hui, quatre arches de l'un de ces passages subsistent. Ils ressemblent à des ponts couverts entre les étages supérieurs des bâtiments :
- un en face du Spedale degli Innocenti ,
- un au-dessus de la via della Pergola,
- un au-dessus de la via Laura (pour atteindre un autre monastère),
- un dans la Basilique de la Santissima Annunziata, où, assise dans une petite chambre au bout du couloir, elle pouvait observer la messe à travers une grille dans le mur gauche de la nef.

Au palais della Crocetta, il y avait un long couloir surélevé similaire, appelé le corridoio mediceo, que Marie-Madeleine avait l'habitude d'utiliser pour se déplacer parmi les autres pièces du premier étage. Ce couloir rappelait le corridor de Vasari.